# Rainer Bastuck
Rainer Bastuck (Lebach, 10 maart 1960) is een Duits autocoureur en ondernemer. Hij richtte Bastuck & Co GmbH op, een autosporttalentenbedrijf dat in Lebach staat.

## Carrière
Bastuck heeft sinds 2001 regelmatig deelgenomen in wat nu de ADAC Procar Series heet, met als beste resultaat een derde plaats in het kampioenschap voor het team Maurer Motorsport in 2006. Hij is een Triumph-fan en neemt vaak deel in historische motorsport.
Bastuck nam deel aan de race op Brno in het WTCC-seizoen van 2006 voor het team Maurer Motorsport in een Chevrolet Lacetti. Hij kwam niet verder dan een 22ste en een 20ste plaats.